# 地底少年チャッピー
『地底少年チャッピー』(ちていしょうねんチャッピー）は水口尚樹による日本の漫画。小学館『週刊少年サンデー』に連載されていた。『思春期刑事 ミノル小林』の次の作品である。

## あらすじ
高校二年の女の子、土屋ミヤコの前に突然現われたちっちゃな少年と、その子よりもっとちっちゃな美形の男はなんと地底人だった！！漫画家『水口尚樹』が描く地表観察日記ギャグ、ここに開幕！！

## 登場人物

### 主要登場人物
チャッピー
地表を見学しに来た地底人の子供。超ネガティブな性格。好物は『濡れ煎』。地表に来た目的は地表の人と仲良くなるためだが、あわよくばそのまま地表を侵略？！！湿っぽい事をいうと大気中の湿度が上がるという地底人の能力（漫画の中での設定だが）を応用した、大気中の湿度を上げて攻撃する『シメシメ攻撃』や、急行列車も避ける事のできる超スピード、体内の湿気を使って攻撃する『湿っ気ボンバー（腕からでる）』や『シメシメボンバー（これは額から出る）』、などが得意技。（第1話でヤクザの人をどっかにやったあの能力については詳細不明）また、チャッピーの体内にいるビフィズス菌（パロディネタは『○宙○艦○マトか？』は、チャッピーの体内だけではなく体外も守り、不審者を発見すると、『シメシメ砲』というチャッピーの耳から出る光線で攻撃する。頬についているひし形の『アレ』については2巻で明らかになる。ペットにショーイチという小型地底人がいる。
土屋ミヤコ（つちやミヤコ）
高校二年の女の子でチャッピー達地底人に最初に遭遇したこの作品のヒロイン。この物語の中では主にツッコミを担当（少しボケをかました事も･･･(2巻参照)）。高校では陸上部に所属していて、陸上部に入ったキッカケはある少女の映画を見たためとか（2巻参照）。
増谷（ますたに）
チャッピーが通っていた地底幼稚園の同級生。チャッピーの家より上の方に家があったが、今ではそこに地下鉄が通っているため、それ以来その地下鉄の駅員に。頭は毎度何かに変わる（メロン、原子炉、学校、ファミコンのコントローラー（Ⅱコン）など）。主な能力はチャッピーと同じ超スピード（原作ではそれしか出ていない）。笑っているような顔なので、（ある掲示板に『ガリガリ君』に似てる）と書かれるほどの）笑っている時と顔がほとんど変わらない。
サウザー
チキン野郎が大嫌いなニワトリ型地底人。増谷と同じくチャッピーとは地底幼稚園の同級生で（その割には背が高い）、『ひよこ組』に所属していた。『鳳凰の陣』というフットワークが得意技だが、ニワトリ程度の頭脳しかないので3歩目になると物事を忘れるため、フットワークを継続できない。ホームレスの人と同じように夜は公園で寝ている（2巻参照）。チャッピーとは違って腕がニワトリのように翼だからか、地表までは『地底軽トラ』という軽トラで来た（2巻参照）。だがその軽トラは2巻でチャッピーの『湿っ気ボンバー』により破壊された。

### サブキャラクター
（数回しか登場していないキャラクター）
ショーイチ
チャッピーのペットで超美形の小型地底人。食べ物を食べる時の食べ方は近頃の少女漫画並にセクスィ〜。ミヤコのママはその姿にもうメロメロ。2巻では登場しなかったが3巻で再び登場なるか？！
チャッピー爺
チャッピーの回想の中に出てくる最近亡くなったチャッピーのお祖父ちゃん。実態はないが、他人に話し掛けたり他人の回想の中に出てくるものや、現実の物を掴む事ができる。地表にいたときがあり。その時の名前は『エメリャンコ』。最終回で、実はチャッピーの回想ではなく霊体であった事が発覚。
シロー
第8話で、サウザーが持ってきたタイムカプセルに3年間閉じ込められていた、チャッピー達地底人より1歳下（その割には背が高い）の地底人。チャッピーの『シメシメ攻撃』が唯一効かなかった相手。漆黒のボディー。
ママとパパ
ミヤコのママとパパ
鷲花主将
本名は鷲花ツキオで、ミヤコの所属している陸上部の主将（部長とは漫画には書いてない）。超ポジティブな性格。第13話ではれて卒業した。
ミスズお婆ちゃん（みすずおばあちゃん）
ミヤコのお婆ちゃんで孫思い。趣味で拳法を少々やっていて、技としては玄関のドアを破壊する事ができる『呉氏開門 八極拳 鉄山靠』というのがある。チャッピーのお祖父ちゃんに小さい頃に遭遇しており、名前を『ミミズちゃん』と間違えられていた。チャッピーのお祖父ちゃんには昔から迷惑ばっかりかけられたらしい（ミスズ談）。

### 海底人
海坊主（うみぼうず）
海坊主型の海底人。本名不明。和尚さんのような身なりをしていて、現われる時はお経を話す。見た目は人間だがすごくでかく、耳にタイタニック号（等身大のレプリカ？）が、軽々入るほど。
美咲（みさき）
河童型の海底人。きゅうりが好物。

### 地底人の世界の住民
暗黒の魔王
卵形のオヤジ。本名は尻溝タカユキ48歳。地底西暦1958年生まれ、趣味は地底ボーリングで、好きな地底うまい棒はうめ味噌モグラ味。受け身の練習で地表に地震を起こした（地底は揺れに耐えられた）張本人。チャッピー達に一瞬で倒された。
店長（てんちょう）
地底の焼肉屋の店長。登場18話の最後のコマで店がつぶれた。
マック
地底のパソコンと呼ばれるウサギ男型地底人。関西弁を話し、初めて会う人には挨拶をせず、学生時代、教科の中ではアート系が得意だった。登場した19話の最後で死んだが30話目で復活。
殻巻マキ
見た目は普通の人だが、カタツムリのような殻の中に住んでいる（実は殻の中に、家族全員がいる）地底人。家出して、スペインに行って、あるベンチャー企業をしたいらしい。

### 地底の生物
風の噂
地表では比喩だが、地底では実在する生物。いろんな情報を聞く事ができるが、必ずしも欲しい情報が聞けるわけじゃない。首にスカーフをつけている。ハゲてる奴もいれば毛のある奴もいる。
シロップ坊や（シロップぼうや）
ホットケーキに似た生物。仲間が襲われると集団で反撃する獰猛な生物。だがむちゃくちゃ弱い。ミュージカル調の動作や語尾に「っプ」を付ける口調は全て演技である。
ペンダコ
川にすむ地底特有のタコでギャグ漫画家志望。

### マシーン
シール製造マシーン083号（シールせいぞうマシーン083ごう）
地底･春のシール祭りのシールを作るオバサン型マシーン。

### シールセンターの人
シールの戦士
本名は大西キヨシ。シールを集めた勇者をシールセンターに導く者。聖剣『エクスカリバー』という剣を持つ。だが、チャッピーの『シメシメボンバー』によってか、折れた。
シールセンター局長
シールの戦士の上司。やさしい顔だが、その顔に似合わず、シールの戦士がミスをしたりするとシールの戦士にプロレス技をかける恐い局長。
シールセンター副局長
シールの戦士の上司。シールセンター局長の補佐役。無表情。

## 用語
地底軽トラ（ちていけいトラ）
地底を掘り進む事のできる軽トラ。日本円に換算すると76垓円する。
シール
シール製造マシーン083号が作っている、25枚集めると、軽トラが貰えるというシール。
地底･春のシール祭り（ちてい・はるのシールまつり）
地底に存在する渦巻きの書かれたシールを圧ケルト『地底軽トラ』が貰えるという地底のイベント。
軽トラ争奪大体育祭
地底軽トラを誰に授けるか決める儀式。
聖剣『エクスカリバー』'
シールの戦士の持つ時空を斬り裂く聖剣。
地底ドル
地底での金の単位で、1地底ドルが日本円で46円。

## 書誌情報
- 水口尚樹 『地底少年チャッピー』 小学館]〈少年サンデーコミックス〉、全2巻
  1. 2006年5月18日発売、ISBN 4-09-120376-0
  2. 2006年8月11日発売、ISBN 4-09-120568-2